# 前田光一
前田 光一（まえだ こういち、1950年 - ）は、日本の建築家。包(パオ)建築設計工房を主宰。新潟県生まれ。
1973年、日本大学芸術学部美術学科卒業後､ドイツで活動。
1977年、黒川哲郎+デザインリーグ。1979年、アルテック建築研究所。1984年、包(パオ)建築設計工房設立。1998年から、日本大学理工学部非常勤講師。作品に、集合住宅「HARUKOMA」「奥沢の家」「曲り屋の家」「御殿山の家」「書架の家」 がある。